# لورنسو کالونگا
لورنسو کالونگا (اسپانیایی: Lorenzo Calonga‎؛ ۲۸ اوت ۱۹۲۹ – ۲۰ سپتامبر ۲۰۰۳) بازیکن فوتبال اهل پاراگوئه بود.
از باشگاه‌هایی که در آن بازی کرده‌است می‌توان به باشگاه فوتبال دپورتیوو پریرا، باشگاه ورزشی الیمپیا، باشگاه فوتبال ایندپندینته مدئین، و باشگاه فوتبال لئون اشاره کرد.
وی همچنین در تیم ملی فوتبال پاراگوئه بازی کرده‌است.